# Hannah Auchentaller
Hannah Auchentaller (San Candido, 28 de marzo de 2001) es una deportista italiana que compite en biatlón. Ganó una medalla de oro en el Campeonato Mundial de Biatlón de 2023 y una medalla de bronce en el Campeonato Europeo de Biatlón de 2024.

## Palmarés internacional
| Campeonato Mundial | Campeonato Mundial   | Campeonato Mundial | Campeonato Mundial |
| Año                | Lugar                | Medalla            | Prueba             |
| ------------------ | -------------------- | ------------------ | ------------------ |
| 2023               | Oberhof (Alemania)   | Medalla de oro     | Relevo             |
| Campeonato Europeo |                      |                    |                    |
| Año                | Lugar                | Medalla            | Prueba             |
| 2024               | Osrblie (Eslovaquia) | Medalla de bronce  | Relevo mixto       |